# Methedras
El Methedras es un pico ficticio que pertenece al legendarium creado por el escritor británico J. R. R. Tolkien y que aparece en su novela El Señor de los Anillos. Es el último pico alto en el extremo sur de las Montañas Nubladas. Sobre su ladera sur se ubica la fortaleza de Isengard y la torre de Orthanc. El río Isen se alimenta de los arroyos que bajan por sus laderas del sur. Los manantiales y arroyos que originan el río Entaguas descienden de sus estribaciones occidentales. En sus faldas se encuentra la Sala del Manantial, una de las casas de Bárbol.
Su nombre Sindarin puede traducirse como “el Último Pico”, compuesto por Methed, “Final”, raíz MET; y ras, “pico”, “punta” “cuerno”, como en Caradhras.